# Atari Falcon 030 MicroBox
Atari FALCON 030 MicroBox (FALCON 030 MicroBox) је професионални рачунар, производ фирме Атари (Atari) који је почео да се израђује у САД током 1993. године.
Користио је Motorola MC68030 + Motorola DSP 56001 као централни микропроцесор а RAM меморија рачунара FALCON 030 MicroBox је имала капацитет од 4 MB (до 14 MB). 
Као оперативни систем кориштен је TOS + GEM.

## Детаљни подаци
Детаљнији подаци о рачунару FALCON 030 MicroBox су дати у табели испод.
|                       |                                                                   |
| [ 1 ]                 |                                                                   |
| Произвођач            | Атари                                                             |
| Тип                   | професионални рачунар                                             |
| Меморија              | 4 (до 14 MB)                                                      |
| Поријекло             | Сједињене Америчке Државе                                         |
| Година                | 1993                                                              |
| Тастатура             | тастатура са пуним помаком тастера са нумеричким и едит тастерима |
| Процесор              |                                                                   |
| Фреквенција процесора | 16 (68030) / 32 (56001)                                           |
| RAM                   | 4 (до 14 MB)                                                      |
| ROM                   |                                                                   |
| Текст                 | 40 или 80 знакова x 25 линија, (битмап графика)                   |
| Графика               | ST модови, TT модови, VGA (640 x 480), True Color                 |
| Боја                  | 2 мода: 16-битни са True color модом или 262144 са палетним модом |
| Звук                  | 8-канални 16-битни PCM                                            |
| Димензије             | непознато                                                         |
| Портови               |                                                                   |
| Оперативни систем     |                                                                   |